# Гунзибська мова
Гунзибська мова (самоназва Гьонкьос мыц) — мова гунзибців, що проживають у Цунтинському районі Дагестану (Росія) та у одному селі Кварельського району Грузії. 
Розповсюджена в кількох селах Цунтинського району Дагестану (села Гунзиб, Гарбутль, Нахада, Родор, Тодор) та в селі Сарусо Кварельського району Грузії. 
Число мовців: 1850 в Дагестані (2002) і близько 400 осіб в Грузії.
Гунзибська мова разом з бежтинською утворюють східну групу цезьких мов. 
Мова має 3 діалекти: гунзібський, гарбутлінський та нахадінський. Розбіжності між ними не є значними.
На відміну від інших цезьких мов, для гунзибської мови в фонетиці характерний складний і архаїчний вокалізм з розвинутим середнім рядом (ɑ, ы, ə), всього 8 голосних і 35 приголосних звуків. 
У морфології незбіг ергативу з непрямою основою; збіг орудного та родового відмінків; проста система локативних форм, що включає 7 серій та 2 просторових відмінки: ессів (знаходження де-небуть) і елатив (вихід із чого-небуть). 
Іменник має 6 класів, до шостого належить єдине слово къəра "дитина". 
Мова є безписемною.